# Peltohyas
Peltohyas is een geslacht van vogels uit de familie kieviten en plevieren (Charadriidae). Het geslacht telt één soort:
- Peltohyas australis – Australische renplevier